# Eddie Rosario
Eddie Manuel Rosario (Guayama, 28 settembre 1991) è un giocatore di baseball portoricano, esterno sinistro per gli Atlanta Braves della Major League Baseball.

## Carriera

### Inizi e Minor League (MiLB)

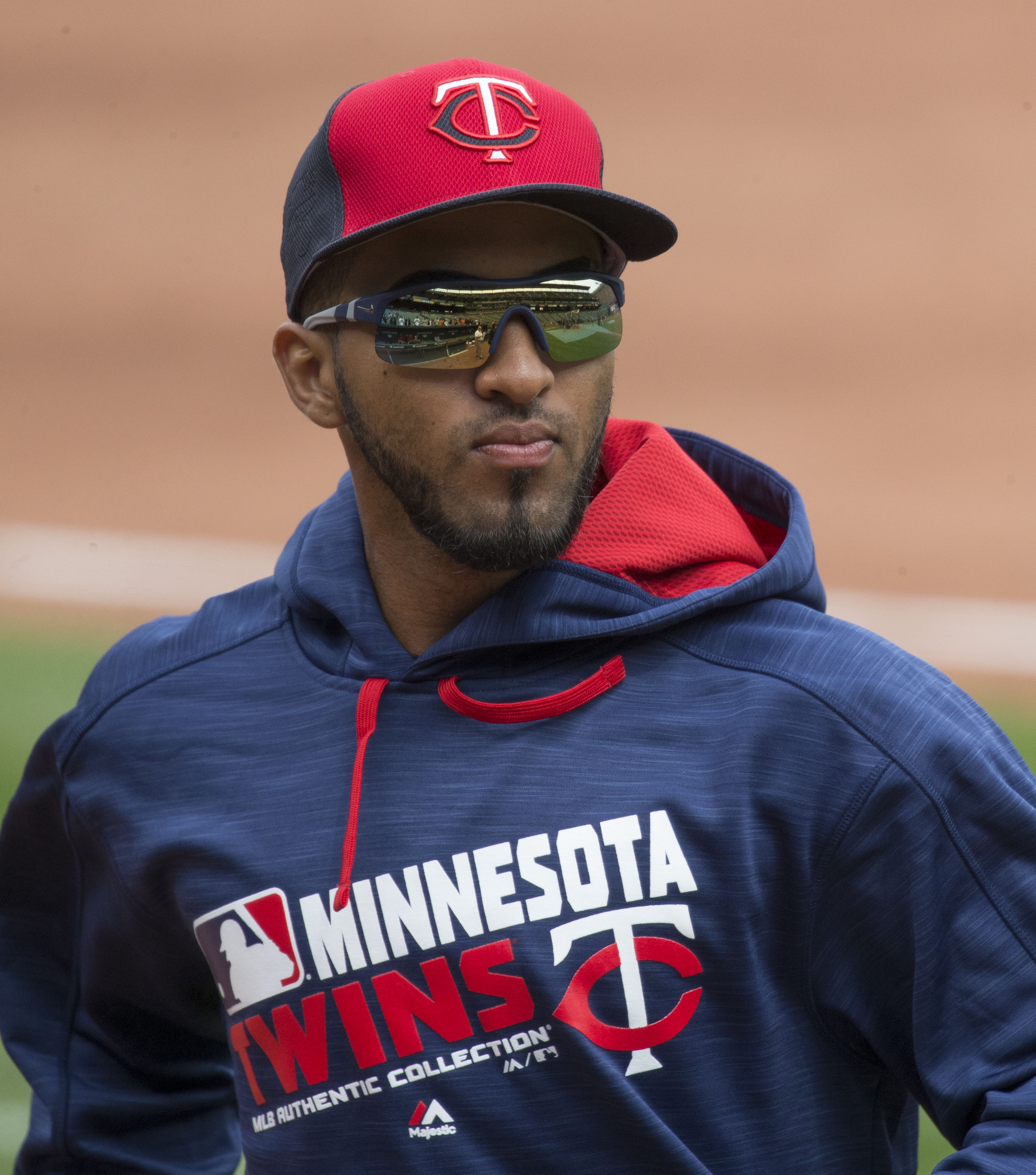
Rosario con i Twins nel 2016

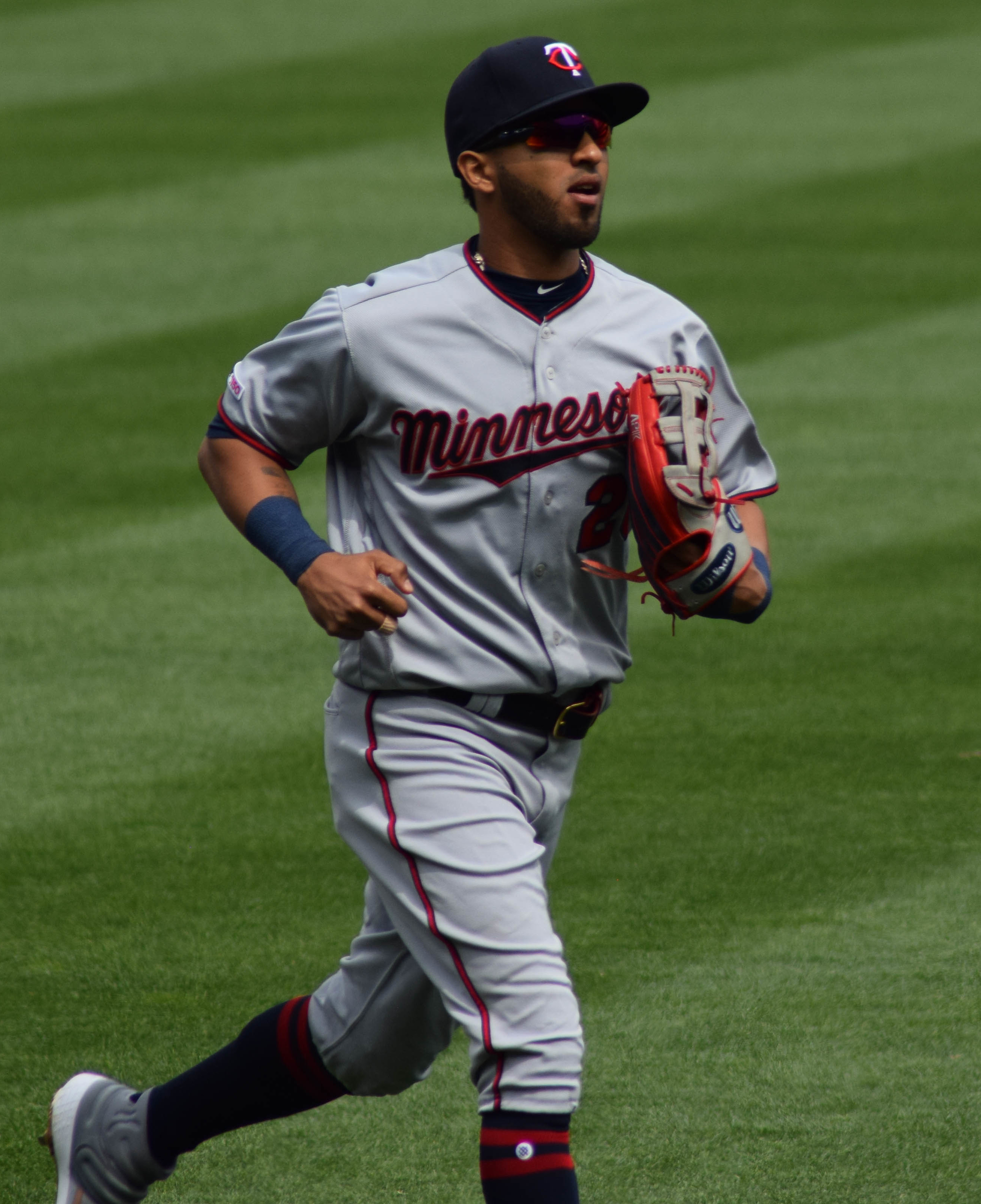
Rosario nel 2019

Nato nella città di Guayama a Porto Rico, Rosario frequentò la scuola superiore Rafael Lopez Landron nella sua città natale. Entrò nel baseball professionistico quando venne selezionato, nel quarto turno del draft MLB 2010, dai Minnesota Twins. Venne assegnato nello stesso anno nella classe Rookie, dove giocò fino al 2011. Nel 2012 militò nella classe A. Iniziò la stagione 2013 nella classe A-avanzata ottenendo, il 9 giugno, la promozione nella Doppia-A, classe in cui giocò anche nel 2014. Iniziò la stagione 2015 nella Tripla-A.

### Major League (MLB)
Rosario debuttò nella MLB il 6 maggio 2015, al Target Field di Minneapolis contro gli Oakland Athletics. Schierato come esterno destro titolare, colpì come sua prima valida un fuoricampo, nel primo lancio del suo primo turno di battuta. L'8 maggio contro gli Indians, rubò la sua prima base, realizzando inoltre una valida e un punto battuto a casa. Durante la stagione ricoprì principalmente i ruoli di esterno sinistro ed esterno destro, giocandovi rispettivamente 86 e 34 volte. Concluse la stagione con 122 partite disputate nella MLB e 23 nella Tripla-A. Fu inoltre capoclassifica dell'AL in tripli con 15 realizzazioni.
Nel 2016, Rosario iniziò la stagione nella MLB, ma il 19 maggio venne trasferito nella Tripla-A, dove giocò fino a quando non venne richiamato nella MLB, il 2 luglio dello stesso anno. Venne schierato durante la stagione principalmente nei ruoli di esterno sinistro ed esterno centro, giocandovi rispettivamente in 57 e 37 partite. Chiuse la stagione con 92 partite disputate nella MLB e 41 nella Tripla-A.
Il 13 agosto 2017 venne nominato giocatore della settimana dell'American League. La stagione fu la prima disputata dal giocatore interamente nella MLB, in cui chiuse con 151 partite disputate. Partecipò inoltre per la prima volta al post stagione, colpendo un home run da due punti nel primo inning.
Nel 2018 segnò il suo record personale di valide battute, realizzandone 161, mentre nel 2019 segnò il suo record di fuoricampo e RBI, totalizzandone rispettivamente 32 e 109.
Nel post stagione 2020 venne schierato in due partite delle AL Division Series, partecipando a sette turni di battuta in cui subì un'eliminazione per strikeout e non ottenne nessuna valida. Divenne free agent a fine stagione, il 2 dicembre.
Il 4 febbraio 2021, Rosario firmò un contratto annuale del valore di otto milioni di dollari con i Cleveland Indians.
Il 30 luglio 2021, gli Indians scambiarono Rosario assieme a una somma in denaro con gli Atlanta Braves per Pablo Sandoval.
Nel post stagione 2021, grazie alle prestazioni mantenute durante le National League Championship Series contro i Dodgers (14 valide in 6 partite), venne nominato MVP della serie.

## Carriera internazionale
Rosario venne convocato dalla nazionale portoricana per il World Baseball Classic 2013 e 2017, conquistando due medaglie d'argento.

## Palmares

### Club
- World Series: 1

Atlanta Braves: 2021

### Individuale
- MVP della National League Championship Series: 1

2021
- Giocatore della settimana: 1

AL: 13 agosto 2017

### Nazionale
- World Baseball Classic:  2 Medaglie d'Argento

Team Porto Rico: 2013, 2017